# Fâșca (okręg Bihor)
Fâșca – wieś w Rumunii, w okręgu Bihor, w gminie Vârciorog. W 2011 roku liczyła 486 mieszkańców.